# Vuda Point
Vuda Point är en udde i Fiji.   Den ligger i divisionen Västra divisionen, i den nordvästra delen av landet, 120 km väster om huvudstaden Suva.
Terrängen inåt land är huvudsakligen platt, men österut är den kuperad. Havet är nära Vuda Point åt sydväst. Runt Vuda Point är det ganska tätbefolkat, med 86 invånare per kvadratkilometer. Närmaste större samhälle är Lautoka, 11,2 km nordost om Vuda Point. 